# Malfeitona
Helen Fernandes, mais conhecida como Malfeitona, é uma multiartista, comunicadora, tatuadora e pesquisadora natural de Salvador (Bahia). Seu trabalho reflete um profunda interesse pela estética dark e pela cidade onde nasceu, sendo reconhecida por suas contribuições nas artes visuais e na música. Malfeitona introduziu o conceito de “tropical darkzeira”, que permeia todas as suas criações. Essa abordagem combina elementos da estética dark, conhecida por sua atitude agressiva e rebelde no universo do rock, com a riqueza cultural e o cenário litorâneo de Salvador.
Por meio de seu trabalho e criações, a artista desmistifica a ideia de tropical como algo apenas leve e colorido, destacando seu lado intenso, enérgico, agressivo, disruptivo e questionador. Seu trabalho inclui ilustrações de caranguejos e sóis agressivos, a representação da tradicional lavagem do Bonfim como pôster de banda, e a associação de espinhos de cacto a acessórios punk.
Na música, Malfeitona mescla rock e heavy metal com o pagodão baiano e outros ritmos dançantes latino-americanos. Ela argumenta que o verão na Bahia é muito mais intenso do que o inverno sueco e que o mangue e o sertão podem ser mais sombrios do que qualquer floresta escandinava. Ao retratar a cultura baiana e nordestina como rica, plural e tecnológica, Malfeitona reconceitua termos como “peba” e “armengue”, mostrando que podem ser sinais de resistência à restrição de recursos e de criatividade, em vez de subdesenvolvimento.